# Non mi stuzzicare, Takagi!
Non mi stuzzicare, Takagi! (からかい上手の高木さん?, Karakai jōzu no Takagi-san, lett. "L'abile stuzzicatrice Takagi") è un manga scritto e disegnato da Sōichirō Yamamoto e serializzato da Shōgakukan sulla sua rivista Monthly Shōnen Sunday dal 12 giugno 2013 al 12 ottobre 2023.
Un adattamento anime, prodotto da Shin-Ei Animation, è stato trasmesso tra l'8 gennaio e il 26 marzo 2018, mentre, dopo la pubblicazione di un OAV il 12 luglio 2018, è andata in onda una seconda stagione tra il 7 luglio al 22 settembre 2019 e una terza stagione è stata trasmessa fra il 7 gennaio e il 25 marzo 2022. È stato inoltre realizzato un film d'animazione proiettato nelle sali giapponesi il 10 giugno 2022. Un adattamento live-action composto da un film e una serie è stato realizzato nel 2024 da Netflix.

## Trama
I due studenti delle scuole medie Nishikata e Takagi siedono uno accanto all'altro in classe; Takagi, a cui piace Nishikata, si diverte a prenderlo in giro con scherzi e battute imbarazzanti. In risposta, Nishikata pianifica incessantemente di vendicarsi fallendo puntualmente, ma è anche lui attratto dall'amica .

## Personaggi
Nishikata (西片?)
Doppiato da: Yūki Kaji (ed. giapponese), Lorenzo D'Agata (ed. italiana)
Nishikata è molto amico di Takagi ma è sempre vittima dei suoi scherzi. Spesso pianifica di vendicarsi con scarso successo. Nonostante non se ne renda conto, in realtà ha una cotta per la ragazza.
Takagi (高木?)
Doppiata da: Rie Takahashi (ed. giapponese), Chiara Fabiano (ed. italiana)
Takagi adora prendere in giro Nishikata riuscendo spesso a prevedere le sue mosse e a metterlo in imbarazzo. È innamorata di lui e si diverte nel vedere le sue reazioni ai suoi scherzi.
Mina Hibino (日比野 ミナ?, Hibino Mina)
Doppiata da: Konomi Kohara (ed. giapponese), Lucrezia Roma (ed. italiana)
Ragazza caotica, energica e spesso infantile caratterizzata dalle sopracciglia folte e i capelli arruffati, è negata negli sport.
Yukari Amakawa (天川 ユカリ?, Amakawa Yukari)
Doppiata da: Mao Ichimichi (ed. giapponese), Virginia Brunetti (ed. italiana)
Ragazza tranquilla e studiosa, rispetto alle sue amiche Sanae e Mina è la più matura. Ricopre la posizione di rappresentante di classe, ma il suo cuore tenero la porta spesso a far copiare i compagni affinché non vengano rimandati.
Sanae Tsukimoto (月本 サナエ?, Tsukimoto Sanae)
Doppiata da: Yui Ogura (ed. giapponese), Fabiola Bittarello (ed. italiana)
Ragazza rilassata e brava negli sport, è la migliore amica di Mina di cui rappresenta il perfetto contraltare, pur essendo spesso divertita dalle sue buffonate.
Nakai (中井?)
Doppiato da: Yūma Uchida (ed. giapponese)
Amico di Nishikata e compagno di classe suo e di Takagi; è innamorato di Mano.
Mano (真野?)
Doppiata da: Kotori Koiwai (ed. giapponese), Monica Volpe (ed. italiana)
Compagna di classe di Nishikata e Takagi; è innamorata di Nakai.
Takao (高尾?)
Doppiato da: Nobuhiko Okamoto (ed. giapponese), Simone Veltroni (ed. italiana)
Uno dei più cari amici di Nishikata insieme a Kimura. È un ragazzo con occhiali e denti sporgenti.
Kimura (木村?)
Doppiato da: Fukushi Ochiai (ed. giapponese), Gabriele Patriarca (ed. italiana)
Uno dei più cari amici di Nishikata insieme a Takao. È un ragazzo grasso che non ama correre.
Professor Tanabe (田辺先生?, Tanabe-sensei)
Doppiato da: Hinata Tadokoro (ed. giapponese), Stefano Mondini (ed. italiana)
Il rigido ed autoritario insegnante responsabile della classe di Nishikata, Takagi e gli altri.
Hamaguchi (浜口?)
Doppiato da: Kōki Uchiyama (ed. giapponese)
Un amico di Nishikata. Tenta sempre di agire in modo maturo per far colpo su Hojo.
Hojo (北条さん?)
Doppiata da: Aoi Yūki (ed. giapponese), Veronica Puccio (ed. italiana)
La ragazza più popolare della classe, ha un debole per i ragazzi maturi.

## Manga

Logo originale della serie

Il manga, scritto e disegnato da Sōichirō Yamamoto, dopo aver iniziato la serializzazione sul libretto Gessan mini di Shogakukan il 12 giugno 2013, è stato trasferito sulla rivista Monthly Shōnen Sunday della stessa casa editrice il 12 luglio 2016. La serie si è conclusa il 12 ottobre 2023. Il primo volume tankōbon è stato pubblicato il 12 giugno 2014 e al 12 gennaio 2024 ne sono stati messi in vendita in tutto venti. In America del Nord i diritti sono stati acquistati da Yen Press. In Italia i diritti del manga sono stati acquistati da RW Edizioni, che lo pubblica sotto l'etichetta Goen nella collana Young Collection a partire dal 28 ottobre 2022.
Dalla serie sono stati sviluppati tre spin-off. Il primo Ashita wa doyōbi (あしたは土曜日? lett. "Domani è sabato") è stato serializzato sulla rivista Yomiuri Chuukousei Shinbun tra il 7 novembre 2014 e novembre 2015, raccolto in due volumi tankōbon e trasposto nell'adattamento del 2018, il secondo, Karakai jōzu no (moto) Takagi-san (からかい上手の（元）高木さん? lett. "L'abile stuzzicatrice (un tempo chiamata) Takagi"), tratta le vicende dei due protagonisti, ora adulti e sposati, alle prese con la figlia, Chi (il titolo fa riferimento al fatto che ora facciano entrambi di cognome "Nishikata") ha debuttato su MangaONE il 15 luglio 2017 ed è tuttora in pubblicazione. Una terza serie spin-off, Koi ni koisuru Yukari-chan (恋に恋するユカリちゃん? lett. "Yukari-chan innamorata dell'amore") è stato pubblicato dal 12 luglio 2017 all'11 aprile 2020.

### Volumi

#### Non mi stuzzicare, Takagi!
| Nº | Data di prima pubblicazione                                    | Data di prima pubblicazione                                                 | Data di prima pubblicazione | Data di prima pubblicazione |
| Nº | Giapponese                                                     | Giapponese                                                                  | Italiano                    | Italiano                    |
| -- | -------------------------------------------------------------- | --------------------------------------------------------------------------- | --------------------------- | --------------------------- |
| 1  | 12 giugno 2014                                                 | ISBN 978-4-09-125015-5                                                      | 28 ottobre 2022             | ISBN 978-88-9284-621-0      |
| 2  | 12 novembre 2014                                               | ISBN 978-4-09-125527-3                                                      | 25 novembre 2022            | ISBN 978-88-9284-452-0      |
| 3  | 11 dicembre 2015                                               | ISBN 978-4-09-126650-7                                                      | 30 dicembre 2022            | ISBN 978-88-9284-482-7      |
| 4  | 12 ottobre 2016                                                | ISBN 978-4-09-127389-5                                                      | 15 settembre 2023           | ISBN 978-88-9284-518-3      |
| 5  | 10 febbraio 2017                                               | ISBN 978-4-09-127541-7                                                      | 3 novembre 2023             | ISBN 978-88-9284-539-8      |
| 6  | 10 agosto 2017 (ed. regolare) 8 agosto 2017 (ed. limitata)     | ISBN 978-4-09-127730-5 (ed. regolare) ISBN 978-4-09-941894-6 (ed. limitata) | 15 marzo 2024               | ISBN 978-88-9284-590-9      |
| 7  | 12 dicembre 2017 (ed. regolare) 8 dicembre 2017 (ed. limitata) | ISBN 978-4-09-128062-6 (ed. regolare) ISBN 978-4-09-943002-3 (ed. limitata) | —                           | ISBN 978-88-9284-652-4      |
| 8  | 9 febbraio 2018 (ed. regolare) 7 febbraio 2018 (ed. limitata)  | ISBN 978-4-09-128152-4 (ed. regolare) ISBN 978-4-09-943003-0 (ed. limitata) | —                           | ISBN 978-88-9284-701-9      |
| 9  | 12 luglio 2018 (ed. regolare) 10 luglio 2018 (ed. limitata)    | ISBN 978-4-09-128330-6 (ed. regolare) ISBN 978-4-09-943016-0 (ed. limitata) | —                           | ISBN 978-88-9284-733-0      |
| 10 | 12 febbraio 2019                                               | ISBN 978-4-09-128860-8 (ed. regolare) ISBN 978-4-09-943042-9 (ed. limitata) | —                           | —                           |
| 11 | 4 luglio 2019                                                  | ISBN 978-4-09-943054-2 (ed. regolare) ISBN 978-4-09-129287-2 (ed. limitata) | —                           | —                           |
| 12 | 12 dicembre 2019                                               | ISBN 978-4-09-129526-2                                                      | —                           | —                           |
| 13 | 12 marzo 2020                                                  | ISBN 978-4-09-850034-5 (ed. regolare) ISBN 978-4-09-943065-8 (ed. limitata) | —                           | —                           |
| 14 | 12 agosto 2020                                                 | ISBN 978-4-09-850210-3                                                      | —                           | —                           |
| 15 | 12 febbraio 2021                                               | ISBN 978-4-09-850449-7 (ed. regolare) ISBN 978-4-09-943082-5 (ed. limitata) | —                           | —                           |
| 16 | 10 settembre 2021                                              | ISBN 978-4-09-850691-0                                                      | —                           | —                           |
| 17 | 12 gennaio 2022                                                | ISBN 978-4-09-850848-8                                                      | —                           | —                           |
| 18 | 8 giugno 2022                                                  | ISBN 978-4-09-851171-6 (ed. regolare) ISBN 978-4-09-943113-6 (ed. limitata) | —                           | —                           |
| 19 | 10 marzo 2023                                                  | ISBN 978-4-09-851763-3 (ed. regolare) ISBN 978-4-09-943127-3 (ed. limitata) | —                           | —                           |
| 20 | 12 gennaio 2024                                                | ISBN 978-4-09-853097-7 (ed. regolare) ISBN 978-4-09-943148-8 (ed. limitata) | —                           | —                           |

#### Ashita wa doyōbi
| Nº | Data di prima pubblicazione | Data di prima pubblicazione | Data di prima pubblicazione |
| Nº | Giapponese                  | Giapponese                  |                             |
| -- | --------------------------- | --------------------------- | --------------------------- |
| 1  | 12 novembre 2015            | ISBN 978-4-09-126659-0      |                             |
| 2  | 12 febbraio 2016            | ISBN 978-4-09-126660-6      |                             |

#### Karakai jozu no (moto) Takagi-san
| Nº | Data di prima pubblicazione | Data di prima pubblicazione | Data di prima pubblicazione |
| Nº | Giapponese                  | Giapponese                  |                             |
| -- | --------------------------- | --------------------------- | --------------------------- |
| 1  | 12 dicembre 2017            | ISBN 978-4-09-128070-1      |                             |
| 2  | 9 febbraio 2018             | ISBN 978-4-09-127675-9      |                             |
| 3  | 12 luglio 2018              | ISBN 978-4-09-128402-0      |                             |
| 4  | 12 febbraio 2019            | ISBN 978-4-09-128875-2      |                             |
| 5  | 12 marzo 2019               | ISBN 978-4-09-129085-4      |                             |
| 6  | 4 luglio 2019               | ISBN 978-4-09-129286-5      |                             |
| 7  | 12 novembre 2019            | ISBN 978-4-09-129465-4      |                             |
| 8  | 10 gennaio 2020             | ISBN 978-4-09-129570-5      |                             |
| 9  | 12 agosto 2020              | ISBN 978-4-09-850212-7      |                             |
| 10 | 12 agosto 2020              | ISBN 978-4-09-850216-5      |                             |
| 11 | 12 febbraio 2021            | ISBN 978-4-09-850450-3      |                             |
| 12 | 10 settembre 2021           | ISBN 978-4-09-850692-7      |                             |
| 13 | 12 novembre 2021            | ISBN 978-4-09-850796-2      |                             |
| 14 | 12 gennaio 2022             | ISBN 978-4-09-850847-1      |                             |
| 15 | 10 febbraio 2022            | ISBN 978-4-09-850849-5      |                             |
| 16 | 8 giugno 2022               | ISBN 978-4-09-851170-9      |                             |
| 17 | 10 marzo 2023               | ISBN 978-4-09-851762-6      |                             |
| 18 | 10 marzo 2023               | ISBN 978-4-09-851765-7      |                             |
| 19 | 12 gennaio 2024             | ISBN 978-4-09-853098-4      |                             |
| 20 | 12 marzo 2024               | ISBN 978-4-09-853185-1      |                             |

#### Koi ni koisuru Yukari-chan
| Nº | Data di prima pubblicazione | Data di prima pubblicazione | Data di prima pubblicazione |
| Nº | Giapponese                  | Giapponese                  |                             |
| -- | --------------------------- | --------------------------- | --------------------------- |
| 1  | 9 febbraio 2018             | ISBN 978-4-09-128187-6      |                             |
| 2  | 12 luglio 2018              | ISBN 978-4-09-128403-7      |                             |
| 3  | 12 febbraio 2019            | ISBN 978-4-09-128876-9      |                             |
| 4  | 12 dicembre 2019            | ISBN 978-4-09-129528-6      |                             |
| 5  | 12 agosto 2020              | ISBN 978-4-09-850214-1      |                             |

## Anime

### Serie televisiva

Takagi e Nishikata nella sigla iniziale della prima stagione dell'anime

Annunciato il 12 luglio 2017 su Monthly Shōnen Sunday, un adattamento anime, prodotto da Shin-Ei Animation e diretto da Hiroaki Akagi, è andato in onda dall'8 gennaio al 26 marzo 2018 sull'emittente Tokyo MX. La composizione della serie è a cura di Michiko Yokote, col character design di Aya Takano e la colonna sonora composta da Hiroaki Tsutsumi. La sigla d'apertura è Iwanai kedo ne. (言わないけどね。?) di Yuiko Ōhara.
Come sigle di chiusura sono stati impiegati sette differenti brani musicali, questi in ordine sono: Kimagure Romantic (気まぐれロマンティック?, Kimagure Romantikku) (ep. 1-2), AM11:00 (ep. 3-4), Jitensha (自転車?) (ep. 5-6), Kaze fukeba koi (風吹けば恋?) (ep. 7-8), Chiisana koi no uta (小さな恋のうた?) (ep. 9-10), Ai uta (愛唄?) (ep. 11) e Deatta koro no yō ni (出逢った頃のように?) (ep. 12); tutte quante le canzoni sono interpretate da Rie Takahashi. In tutto il mondo, ad eccezione dell'Asia, gli episodi sono stati trasmessi in streaming in simulcast, con anche i sottotitoli in lingua italiana, da Crunchyroll.
Una seconda stagione è andata in onda dal 7 luglio al 22 settembre 2019 e distribuita in tutto il mondo dal servizio video on demand Netflix il 6 dicembre 2019. La sigla d'apertura è Zero Centimeters (ゼロセンチメートル?, Zero Senchimētoru) di Yuiko Ōhara. In chiusura si alternano otto diverse canzoni, queste sono: Kanade (奏（かなで）?) (ep. 1), Konayuki (粉雪?) (ep. 2), Kiseki (キセキ?) (ep. 3-4), Arigato (ありがとう?, Arigatō) (ep. 5-6), STARS (ep. 7), Anata ni (あなたに?) (ep. 8-9), Iwanai kedo ne. (言わないけどね。?) (ep. 10-11), Yasashii kimochi (やさしい気持ち?) (ep. 12); sono tutte cantate da Rie Takahashi. Nell'edizione italiana dell'anime Nishikata usa l'espressione "san" con Takagi anche in italiano.
Il 10 dicembre 2021 viene annunciato il giorno esatto d'inizio della trasmissione della terza stagione: il 7 gennaio 2022. La terza stagione è stata trasmessa nel programma contenitore Animeism su MBS e TBS e altre reti affiliate dal 7 gennaio al 25 marzo 2022. La sigla d'apertura è Massugu (まっすぐ?) di Yuiko Ōhara. Muse Communication si è assicurata i diritti di distribuzione per la terza stagione nel sud-est asiatico. Il 28 dicembre 2021, Sentai Filmworks ha annunciato di aver acquisito i diritti della terza stagione e del film a livello internazionale, fatta eccezione per l'Asia, e l'ha pubblicata in streaming sul servizio HIDIVE.

#### Episodi

##### Prima stagione
| Nº  | Titolo italiano Giapponese 「Kanji」 - Rōmaji | In onda          | In onda |
| Nº  | Titolo italiano Giapponese 「Kanji」 - Rōmaji | Giapponese       |         |
| 1   | Gomma per cancellare 「消しゴム」 - KeshigomuTurno di pulizie 「日直」 - NitchokuFaccia divertente 「変顔」 - HengaoCento yen 「百円」 - Hyaku en                                                                              | 8 gennaio 2018   |         |
| 2   | Calligrafia giapponese 「習字」 - ShūjiCambio dell'armadio 「衣替え」 - KoromogaeTraduzione in inglese 「英訳」 - EiyakuPiscina 「プール」 - Pūru                                                                              | 15 gennaio 2018  |         |
| 3   | Il caffè 「コーヒー」 - KōhīLa lattina vuota 「空き缶」 - AkikanBibita gassata 「炭酸」 - TansanAllenamento muscolare 「筋トレ」 - Suji toreIl doppiaggio 「アフレコ」 - AfurekoL'ombrello 「傘」 - Kasa                       | 22 gennaio 2018  |         |
| 4   | Turno di pulizie 「掃除当番」 - Sōji tōbanCapovolta all'indietro 「逆上がり」 - SakaagariL'influenza 「風邪」 - KazePedinamento 「尾行」 - Bikō                                                                                | 29 gennaio 2018  |         |
| 5   | Studiando per gli esami 「テスト勉強」 - Tesuto benkyōEsame 「テスト」 - TesutoRiconsegna delle verifiche 「テスト返却」 - Tesuto henkyakuLibreria 「本屋」 - Hon'yaRiparo dalla pioggia 「雨宿り」 - Amayadori                | 5 febbraio 2018  |         |
| 6   | Andare in due in bici 「二人乗り」 - Futari-noriPrimo giorno di vacanza 「夏休み初日」 - Natsuyasumi shonichiProva di coraggio 「肝試し」 - Kimo-dameshiRicerca 「自由研究」 - Jiyū kenkyūAcqua del rubinetto 「水道」 - Suidō | 12 febbraio 2018 |         |
| 7   | Shopping 「買い物」 - KaimonoCostume da bagno 「水着」 - MizugiL'oceano 「海」 - UmiLa camera 「部屋」 - Heya | 19 febbraio 2018 |         |
| 8   | Il tifone 「台風」 - TaifūLa maratona 「マラソン」 - MarasonLe costole 「わき腹」 - WakibaraRimorso 「未練」 - Miren | 26 febbraio 2018 |         |
| 9   | Il cellulare 「ケータイ」 - KētaiHorror 「ホラー」 - HorāFoto 「写真」 - Shashin | 5 marzo 2018     |         |
| 10  | Confrontare la statura 「背比べ」 - SekurabeSoffrire il freddo 「寒がり」 - SamugariInvito 「お誘い」 - OsasoiDomanda a risposta doppia 「二択クイズ」 - Ni-taku kuizu                                                         | 12 marzo 2018    |         |
| 11  | Gatto 「ネコ」 - NekoGusti 「好み」 - KonomiRitratto 「似顔絵」 - NigaoePredizione 「占い」 - UranaiColpo critico 「クリティカル」 - Kuritikaru                                                                                | 19 marzo 2018    |         |
| 12  | Lettera 「手紙」 - TegamiCerimonia d'apertura 「入学式」 - NyūgakushikiCambio di posti 「席替え」 - Sekigae | 26 marzo 2018    |         |
| OAV | 「ウォータースライダー」 - Uōtāsuraidā | 12 luglio 2018   |         |

##### Seconda stagione
| Nº | Titolo italiano Giapponese 「Kanji」 - Rōmaji | In onda           | In onda         |
| Nº | Titolo italiano Giapponese 「Kanji」 - Rōmaji | Giapponese        | Italiano        |
| 1  | Libro di testo 「教科書」 - KyōkashoIpnosi 「催眠術」 - SaiminjutsuSvegliarsi 「寝起き」 - NeokiPietre saltanti 「水切り」 - Mizukiri                                              | 7 luglio 2019     | 6 dicembre 2019 |
| 2  | Ghiaccio 「氷」 - KōriApparenza 「外見」 - GaikenFrange 「前髪」 - MaegamiSan Valentino 「バレンタインデー」 - Barentain dē                                                        | 14 luglio 2019    | 6 dicembre 2019 |
| 3  | Pesce d'aprile 「エイプリルフール」 - EipurirufūruFioritura dei ciliegi 「お花見」 - OhanamiSuffissi onorifici 「呼び方」 - Yobi kataNuovo anno scolastico 「進級」 - Shinkyū      | 21 luglio 2019    | 6 dicembre 2019 |
| 4  | Braccio di ferro 「腕ずもう」 - UdezumōMaturo 「大人っぽく」 - Otona ppokuUn sapore amaro 「にがみ」 - NigamiLa bicicletta 「自転車」 - Jitensha                                   | 28 luglio 2019    | 6 dicembre 2019 |
| 5  | Domande 「質問」 - ShitsumonSopracciglia 「まゆ毛」 - MayugeDopo la scuola 「放課後」 - HōkagoBuon compleanno 「ハッピーバースデー」 - Happī bāsudēStarnuto 「くしゃみ」 - Kushami | 4 agosto 2019     | 6 dicembre 2019 |
| 6  | Vendetta 「リベンジ」 - RibenjiDodgeball 「ドッジボール」 - DojjibōruCompra e mangia 「買い食い」 - Kai kuiAppuntamento 「デート」 - Dēto                                          | 11 agosto 2019    | 6 dicembre 2019 |
| 7  | Gita scolastica 「林間学校」 - Rinkan gakkō | 18 agosto 2019    | 6 dicembre 2019 |
| 8  | Magazzino 「体育倉庫」 - Taiiku sōkoInfermeria 「保健室」 - HokenshitsuLotteria 「宝くじ」 - Takarakuji                                                                            | 25 agosto 2019    | 6 dicembre 2019 |
| 9  | Acchi muite hoi 「あっちむいてほい」 - Acchi muite hoiTalenti 「特技」 - TokugiPreoccupazioni 「お悩み」 - O nayamiMail 「メール」 - Mēru                                          | 1º settembre 2019 | 6 dicembre 2019 |
| 10 | Collirio 「目薬」 - MegusuriScoop 「スクープ」 - SukūpuNascondino 「かくれんぼ」 - KakurenboCaccia al tesoro 「宝探し」 - Takara sagashi                                           | 8 settembre 2019  | 6 dicembre 2019 |
| 11 | Passi 「歩数」 - HosūFuochi d'artificio 「花火」 - HanabiSouvenirs 「お土産」 - OdosanLa promessa 「約束」 - Yakusoku                                                              | 15 settembre 2019 | 6 dicembre 2019 |
| 12 | Festival estivo 「夏祭り」 - Natsu matsuri | 22 settembre 2019 | 6 dicembre 2019 |

##### Terza stagione
| Nº | Titolo italiano (traduzione letterale) Giapponese 「Kanji」 - Rōmaji | In onda          | In onda |
| Nº | Titolo italiano (traduzione letterale) Giapponese 「Kanji」 - Rōmaji | Giapponese       |         |
| 1  | La cosa dalla forte presa 「握力のやつ」 - Akuryoku no yatsuAbbronzatura 「日焼け」 - HiyakeNuovo semestre 「新学期」 - Shin gakki | 7 gennaio 2022   |         |
| 2  | Presenza 「気配」 - KehaiPresenza, continua 「続・気配」 - Zoku kehaiControllo del banco 「持ち物検査」 - Mochimono kensaDovere bibliotecario 「図書委員」 - Tosho iinTramonto 「夕日」 - Yūhi                                                     | 14 gennaio 2022  |         |
| 3  | Fan 「うちわ」 - UchiwaPalla sbalorditiva 「魔球」 - MakyūSalvataggio del gatto 「ネコ救出」 - Neko kyūshutsuPioggia 「雨」 - Ame | 21 gennaio 2022  |         |
| 4  | Cambio uniforme 「衣替え」 - KoromogaeUniforme invernale 「冬服」 - FuyufukuPranzo 「お弁当」 - O bentōUFO 「UFO」Notte 「夜」 - Yoru | 28 gennaio 2022  |         |
| 5  | Non mi piace 「苦手なもの」 - Nigatena monoGyoza 「ギョーザ」 - GyōzaProvino 「役決め」 - Yaku kimePesca 「釣り」 - Tsuri | 4 febbraio 2022  |         |
| 6  | Festival culturale 「文化祭」 - Bunkasai | 11 febbraio 2022 |         |
| 7  | Passeggiando 「散歩」 - SanpoDimenticato a scuola 「忘れもの」 - WasuremonoBabbo Natale? 「サンタさん？」 - Santa-san?Lavorando a maglia 「編み物」 - Amimono                                                                                      | 18 febbraio 2022 |         |
| 8  | Viaggio laterale parte 1 「寄り道①」 - Yorimichi ①Viaggio laterale parte 2 「寄り道②」 - Yorimichi ②Viaggio laterale parte 3 「寄り道③」 - Yorimichi ③Viaggio laterale parte 4 「寄り道④」 - Yorimichi ④Noleggio DVD 「レンタルDVD」 - Rentaru DVD | 25 febbraio 2022 |         |
| 9  | Natale 「クリスマス」 - Kurisumasu | 4 marzo 2022     |         |
| 10 | Prima visita al santuario 「初詣で」 - Hatsumōde dePupazzo di neve 「雪だるま」 - YukidarumaNuovi anni 「お正月」 - OshōgatsuConsiglio 「相談」 - Sōdan                                                                                            | 11 marzo 2022    |         |
| 11 | 14 febbraio 「2月14日」 - 2 tsuki 14-nichi | 18 marzo 2022    |         |
| 12 | 14 marzo 「3月14日」 - Sangatsu jūyokka | 25 marzo 2022    |         |

### Film
Un film anime intitolato Gekijōban karakai jōzu no Takagi-san (劇場版 からかい上手の高木さん? lett. "Versione cinematografica - L'abile stuzzicatrice Takagi"), dalla durata di 73 minuti, è stato prodotto dalla Shin-Ei Animation ed è stato proiettato nei cinema giapponesi il 10 giugno 2022. Il film è diretto da Hiroaki Akagi, scritto da Hiroko Fukuda, Aki Itami e Kanichi Katō e basato sul manga e sul manga spin-off Tomorrow Is Saturday di Sōichirō Yamamoto. I produttori del film sono Motomichi Araki, Yuito Hirahara, Yūhei Ueno, Reiko Sasaki e Yūkō Itō, la fotografia è stata affidata a Masato Makino, il montaggio a Yumiko Nakaba e la composizione della colonna sonora a Hiroaki Tsutsumi.
La pellicola è il sequel della serie anime, ed è ambientata in estate con Takagi e Nishikata giunti oramai in terza media.
Inizialmente annunciato nell'agosto del 2021, il film è stato confermato insieme all'annuncio della terza stagione della serie anime a settembre. Lo staff della terza stagione è stato poi confermato come responsabile del film nel marzo del 2022, e sarà composto da Rie Takahashi e Yuki Kaji, che torneranno a riprendere i loro rispettivi ruoli di Takagi e Nishikata. Ulteriori membri dello staff e il cast del film sono stati rivelati nell'aprile del 2022.
Il film ha tenuto una proiezione anticipata a Chiyoda il 4 giugno 2022, ed è uscito in Giappone il 10 giugno 2022. Il film ha incassato oltre 3 milioni di dollari in Giappone ed è stato candidato ai Newtype Anime Awards.

#### Trama
Durante una lezione, Nishikata si preoccupa della pioggia perché ha lasciato il suo ombrello a casa. Takagi lo prende in giro disegnando la parte che assomiglia ad un ombrello del simbolo Ai ai gasa, ma si scopre che in realtà è una lisca di pesce. Dopo la scuola, i due giocano a guriko. Takagi vince la partita dopo aver provocato Nishikata dicendo che se avrebbe giocato "forbice", avrebbe dovuto baciarla come punizione. Il giorno seguente, Nishikata e Nakai trovano Kimura che sta portando a Takao le sue foto come parte della registrazione della loro vita quotidiana a scuola prima del diploma. Tanabe ricorda a Kimura e Takao di prendere sul serio le foto poiché saranno un ricordo per il futuro. Durante una lezione di nuoto, Nishikata sfida Takagi a vedere chi riesce a stare sott'acqua più a lungo. Lei vince la sfida dopo aver detto qualcosa che lui ha frainteso. In seguito, Takagi apprende da Mano il rumore di un desiderio che si avvera vedendo le lucciole. Dopo la lezione di nuoto, Hamaguchi chiede a Nishikata di sostituirlo nella mushi okuri dell'isola, così da poter legare con Hojo prima che vada in Canada per la scuola estiva. Nishikata invita Takagi alla mushi okuri, ma non riescono a trovare le lucciole.
All'inizio delle loro vacanze estive, Mina e Yukari scoprono che Sanae ha intenzione di entrare in una scuola superiore in città. Mina decide di stilare una lista di 100 cose che il trio può fare durante le vacanze. Nel frattempo, Takagi e Nishikata trovano un gattino abbandonato in un santuario. Lo portano in un negozio di animali di proprietà di Ota insieme al suo pappagallo Katsuo per comprarli del cibo. Successivamente, Nishikata sfida Takagi per decidere il nome del gattino, ma alla fine decidono di chiamarlo Hana dopo averlo visto giocare felicemente con i fiori. Durante le loro vacanze, Takagi e Nishikata visitano e si prendono cura di Hana al santuario. Qualche tempo dopo, Takagi rivela a Nishikata la sua decisione di adottare il gattino. Acquistano un collare con un disegno di fiore come regalo, ma al ritorno al santuario trovano una famiglia che porta il gattino con sé. Nishikata conforta Takagi e promette di renderla felice per sempre. In seguito, durante un festival, Mina e Yukari sono sollevate nell'apprendere che Sanae ha intenzione di continuare la scuola superiore sull'isola con loro. Mentre guardano i fuochi d'artificio, Takagi promette anche a Nishikata di renderlo felice per sempre: i due ragazzi dopo tanti anni di continui scherzi hanno finalmente scoperto che provano un amore l'uno per l'altro. In una scena dopo i titoli di coda, Takagi e Nishikata ormai adulti, insieme alla loro figlia Chi, partecipano alla mushi okuri e riescono a trovare le lucciole.

### Live-action
Un adattamento live-action è stato annunciato nel marzo 2023 e vede Rikiya Imaizumi come regista. Nel settembre 2023 è stato confermato che la sceneggiatura è ad opera di Tomoki Kanazawa e Jun Hagimori e che la produzione è frutto di una collaborazione tra TBS e Fine Entertainment. Gli attori Rui Tsukishima e Sōya Kurokawa interpreteranno rispettivamente Takagi e Nishikata. La serie è stata pubblicata a marzo 2024 su Netflix prima della sua messa in onda televisiva avvenuta fino al 21 maggio nel contenitore Drama Stream di TBS. È stato distribuito anche un film, dal titolo Eiga karakai jozū no Takagi-san, uscito il 31 maggio 2024, che segue i due protagonisti rincontrarsi dopo dieci anni dalla serie originale.

## Accoglienza
In patria, nel dicembre 2016 il manga ha venduto oltre un milione di copie, cifra che a febbraio 2018 è salita a quattro milioni per poi superare i sei milioni nello stesso mese dell'anno successivo. La serie è stata nominata alla decima edizione del Manga Taishō nel gennaio 2017.
Secondo una ricerca di Honya Club, è stato anche il manga più consigliato dalle librerie giapponesi nel 2017. Nel corso dello stesso anno tra i manga incompleti Karakai jōzu no Takagi-san si è rivelato quello dall'adattamento anime più atteso dai partecipanti di un sondaggio condotto online dal sito web Anime! Anime! tra il 28 febbraio e il 7 marzo 2017.
Il manga ha vinto il Premio Shōgakukan del 2020 nella categoria Shōnen.